# 12e cérémonie des Critics' Choice Television Awards
La 12e cérémonie des Critics' Choice Television Awards, décernés par la Broadcast Television Journalists Association, a lieu le 13 mars 2022, et récompense les programmes télévisuels diffusés en 2021.
Les nominations sont annoncées le 6 décembre 2021.

## Palmarès

### Séries dramatiques

#### Meilleure série dramatique
- Succession
  - Evil
  - For All Mankind
  - The Good Fight
  - Pose
  - Squid Game
  - This Is Us
  - Yellowjackets

#### Meilleur acteur dans une série dramatique
- Lee Jung-jae – Squid Game 
  - Sterling K. Brown – This Is Us
  - Mike Colter – Evil
  - Brian Cox – Succession
  - Billy Porter – Pose
  - Jeremy Strong – Succession

#### Meilleure actrice dans une série dramatique
- Melanie Lynskey – Yellowjackets
  - Uzo Aduba – In Treatment
  - Chiara Aurelia – Cruel Summer
  - Christine Baranski – The Good Fight
  - Katja Herbers – Evil
  - Michaela Jaé Rodriguez – Pose

#### Meilleur acteur dans un second rôle dans une série dramatique
- Kieran Culkin – Succession
  - Nicholas Braun – Succession
  - Billy Crudup – The Morning Show
  - Justin Hartley – This Is Us
  - Matthew Macfadyen – Succession
  - Mandy Patinkin – The Good Fight

#### Meilleure actrice dans un second rôle dans une série dramatique
- Sarah Snook – Succession
  - Christine Lahti – Evil
  - Andrea Martin – Evil
  - Audra McDonald – The Good Fight
  - J. Smith-Cameron – Succession
  - Susan Kelechi Watson – This Is Us

### Séries comiques

#### Meilleure série comique
- Ted Lasso
  - The Great
  - Hacks
  - Insecure
  - Only Murders in the Building
  - The Other Two
  - Reservation Dogs
  - What We Do in the Shadows

#### Meilleur acteur dans une série comique
- Jason Sudeikis – Ted Lasso
  - Iain Armitage – Young Sheldon
  - Nicholas Hoult – The Great
  - Steve Martin – Only Murders in the Building
  - Kayvan Novak – What We Do in the Shadows
  - Martin Short – Only Murders in the Building

#### Meilleure actrice dans une série comique
- Jean Smart – Hacks
  - Elle Fanning – The Great
  - Renée Elise Goldsberry – Girls5eva
  - Selena Gomez – Only Murders in the Building
  - Sandra Oh – Directrice
  - Issa Rae – Insecure

#### Meilleur acteur dans un second rôle dans une série comique
- Brett Goldstein – Ted Lasso
  - Ncuti Gatwa – Sex Education
  - Harvey Guillén – What We Do in the Shadows
  - Brandon Scott Jones – Ghosts
  - Ray Romano – Made for Love
  - Bowen Yang – Saturday Night Live

#### Meilleure actrice dans un second rôle dans une série comique
- Hannah Waddingham – Ted Lasso
  - Kristin Chenoweth – Schmigadoon!
  - Hannah Einbinder – Hacks
  - Molly Shannon – The Other Two
  - Cecily Strong – Saturday Night Live
  - Josie Totah – Saved by the Bell

### Mini-séries et téléfilms

#### Meilleur téléfilm
- Oslo
  - Come from Away
  - List of a Lifetime
  - Itinéraire des petites choses
  - Robin Roberts Presents: Mahalia
  - Zoey et son incroyable playlist

#### Meilleure série limitée
- Mare of Easttown
  - Dopesick
  - Dr. Death
  - It's a Sin
  - Maid
  - Sermons de minuit
  - The Underground Railroad
  - WandaVision

#### Meilleur acteur dans une mini-série ou un téléfilm
- Michael Keaton – Dopesick
  - Olly Alexander – It's a Sin
  - Paul Bettany – WandaVision
  - William Jackson Harper – Love Life
  - Joshua Jackson – Dr. Death
  - Hamish Linklater – Sermons de minuit

#### Meilleure actrice dans une mini-série ou un téléfilm
- Kate Winslet – Mare of Easttown
  - Danielle Brooks – Robin Roberts Presents: Mahalia
  - Cynthia Erivo – Genius: Aretha
  - Thuso Mbedu – The Underground Railroad
  - Elizabeth Olsen – WandaVision
  - Margaret Qualley – Maid

#### Meilleur acteur dans un second rôle dans une mini-série ou un téléfilm
- Murray Bartlett – The White Lotus
  - Zach Gilford – Sermons de minuit
  - William Jackson Harper – The Underground Railroad
  - Evan Peters – Mare of Easttown
  - Christian Slater – Dr. Death
  - Courtney B. Vance – Genius: Aretha

#### Meilleure actrice dans un second rôle dans une mini-série ou un téléfilm
- Jennifer Coolidge – The White Lotus
  - Kaitlyn Dever – Dopesick
  - Kathryn Hahn – WandaVision
  - Melissa McCarthy – Nine Perfect Strangers
  - Julianne Nicholson – Mare of Easttown
  - Jean Smart – Mare of Easttown